# Andrea Collarini
Andrea Collarini (New York, 31 gennaio 1992) è un tennista statunitense naturalizzato argentino.

## Biografia
Nato a New York, risiede stabilmente a Buenos Aires.

## Carriera
Nel 2009 raggiunge la 5ª posizione mondiale nel ranking mondiale juniores. L'anno successivo disputa la finale del singolare juniores al Roland Garros e viene sconfitto da Agustin Velotti.
Muove i primi passi tra i professionisti nel 2007 in tornei del circuito ITF e alza il primo trofeo da professionista nel 2010 imponendosi in doppio nel torneo ITF USA F11 in coppia con Denis Kudla. L'anno successivo vince il primo titolo in singolare al torneo ITF Argentina F10.
Il primo titolo Challenger arriva in doppio nel 2015 agli Internazionali di Tennis Città di Perugia in coppia con Andrés Molteni. Dopo aver vinto in singolare 15 tornei nel circuito ITF, vince il primo titolo Challenger di specialità nel 2019 agli Internazionali di Tennis Città dell'Aquila superando in finale Andrej Martin per 6-3, 6-1.
Nel marzo del 2022 vince il Challenger del Biobío in coppia con Renzo Olivo e ad agosto raggiunge il 193º posto nella classifica di doppio. Conquista il secondo titolo Challenger in singolare nel gennaio 2023 a Piracicaba sconfiggendo in finale Marcelo Tomás Barrios Vera e ad aprile porta il suo miglior ranking ATP al 177º posto mondiale. Nella stagione successiva vince i Challenger di San Miguel de Tucumán e di Santa Fe.

## Statistiche

### Tornei minori

#### Singolare

##### Vittorie (18)
| Legenda tornei minori |
| Challenger (3)        |
| Futures (15)          |

| N.  | Data              | Torneo                                               | Superficie  | Avversario in finale       | Punteggio     |
| 1.  | 14 agosto 2011    | Argentina F10 Futures                                | Terra rossa | Patricio Heras             | 6-4, 6-3      |
| 2.  | 18 settembre 2011 | Argentina F15 Futures                                | Terra rossa | Gaston-Arturo Grimolizzi   | 6-4, 6-2      |
| 3.  | 17 giugno 2012    | Argentina F12 Futures                                | Terra rossa | Andrés Molteni             | 4-6, 6-2, 6-3 |
| 4.  | 9 giugno 2013     | Argentina F9 Futures                                 | Terra rossa | Patricio Heras             | 6-1, 6-4      |
| 5.  | 14 luglio 2013    | Argentina F11 Futures                                | Terra rossa | Facundo Mena               | 6-1, 6-4      |
| 6.  | 28 luglio 2013    | Argentina F13 Futures                                | Terra rossa | Patricio Heras             | 6-4, 4-6, 7-5 |
| 7.  | 8 gennaio 2013    | Brasil F19 Futures                                   | Terra rossa | Fernando Romboli           | 7–6(3), 6-1   |
| 8.  | 19 luglio 2015    | USA F18 Futures, Modena                              | Terra rossa | Francisco Behamonde        | 6-2, 6-1      |
| 9.  | 28 febbraio 2016  | USA F8 Futures, Plantation                           | Terra rossa | Noah Rubin                 | 6-3, 7–6(3)   |
| 11. | 26 febbraio 2017  | USA F8 Futures, Indian Harbour Beach                 | Terra rossa | Corentin Denolly           | 7-5, 7–6(6)   |
| 12. | 21 maggio 2017    | Italy F13 Futures, Vigevano                          | Terra rossa | Gianni Mina                | 6-4, 6-1      |
| 13. | 11 giugno 2017    | Italy F16 Futures, Padova                            | Terra rossa | Orlando Luz                | 6-4, 6-4      |
| 14. | 18 giugno 2017    | Italy F17 Futures, Bergamo                           | Terra rossa | Viktor Galović             | 6-4, 6-2      |
| 15. | 9 luglio 2017     | Italy F20 Futures, Albinea                           | Terra rossa | Filippo Leonardi           | 6-3, 6-3      |
| 16. | 14 agosto 2019    | Internazionali di Tennis Città dell'Aquila, L'Aquila | Terra rossa | Andrej Martin              | 6-3, 6-1      |
| 17. | 21 gennaio 2023   | Brasil Tennis Challenger, Piracicaba                 | Terra rossa | Marcelo Tomás Barrios Vera | 6-2, 7–6(1)   |
| 18. | 21 aprile 2024    | Challenger Tucumán, San Miguel de Tucumán            | Terra rossa | Hernán Casanova            | 6–4, 7–6(3)   |
| 19. | 9 giugno 2024     | AAT Challenger Santa Fe, Santa Fe                    | Terra rossa | Facundo Mena               | 6–2, 6–3      |